# خلاصة الحساب (كتاب)
خلاصة الحساب وهو كتاب مختصر في علم الحساب والرياضيات والهندسة من تأليف الشيخ البهائي يقسم الكتاب إلى تمهيد ومقدمة وعشرة أبواب وخاتمة، ففي تمهيدة يتحدث عن أهمية علم الحساب بالنسبة إلى العلوم الأخرى، وفي مقدمة يبين تعريف الحساب وأصول الترقيم والتعداد، واستعمال أرقامٍ مخالفة للأشكال التي كانت منتشرة في عصره.
يحتوي الباب الأولى العمليات على الأعداد الصحيحة «الطبيعية»، من تضعيف وتنصيف وجمع وطرح وضرب وقسمة وإيجاد الجذر التربيعي وإسقاط التسعات للتأكد من الناتج العمليات، ويبحث في الباب الثاني في أنواع الكسور وفي مخارج الكسور، وفي جمعها وطرحها وضربها وقسمتها، واستخراج الجذر وكيفية إجراء عملية تحويل الكسر من مخرج إلى مخرج، كما يتناول في كل من الباب الثالث والرابع والخامس الطرق المختلفة للبحث في لاستخراج قيمة المجهول، وذلك باستعمال الأربعة المتناسبة، وطريقة حساب الخطأين، وطريقة العمل بالعكس ويسمّى أيضاً بالتحليل والتعاكس، وفي الباب السادس يبحث في مساحات الأشكال والأجسام، كالأشكال الرباعية والمنحنية وبعض أنواع الجسوم، وفي الباب السابع فيما يتبع المساحات من وزن الأرض لإجراء القنوات ومعرفة ارتفاع المرتفعات عروض الأنهار وأعماق الآبار، والباب الثامن استخراج المجهولات بطريق الجبر والمقابلة وفيه فضلان، والباب التاسع قواعد شريفة وفوائد لطيفة لا بدّ للمحاسب منها ولا غنى عنها وفي الباب العاشر مسائل متفرّقة بطرق مختلفة تشحذ ذهن الطالب وتمرّنه في استخراج المطالب وفيه مقدّمة وثلاثة فصول وفي الباب السابع فيما يتبع المساحات من وزن الأرض لإجراء القنوات ومعرفة ارتفاع المرتفعات عروض الأنهار وأعماق الآبار وفي الباب الثامن استخراج المجهولات بطريق الجبر والمقابلة وفيه فضلان، وفي الباب التاسع القواعد الشريفة وفوائد لطيفة لا بدّ للمحاسب منها ولا غنى عنها، وفي الباب العاشر عن مسائل متفرّقة بطرق مختلفة تشحذ ذهن الطالب وتمرّنه في استخراج المطالب، أتى المؤلف في الخاتمة

## وصلات خارجية
- كتاب خلاصة الحساب على موقع مكتبة الكونغرس
- كتاب خلاصة الحساب على موقع جامعة الملك سعود
- كتاب خلاصة الحساب على موقع مكتبة قطر الوطنية
- كتاب خلاصة الحساب على موقع جامعة ميشيغان
- كتاب خلاصة الحساب على موقع جامعة هارفارد
- كتاب خلاصة الحساب على موقع OPenn